# Henry Andrade
Henry Manuel Andrade (Sacramento, Califórnia, 17 de abril de 1962) é um antigo atleta que representou primeiro o seu país de nascimento (os Estados Unidos) e, já perto do final da sua carreira, o país dos seus ancestrais (Cabo Verde), em competições internacionais de 110 metros com barreiras.
Durante toda a década de 1980 e início da de 1990, Andrade foi um dos melhores barreiristas norte-americanos, tendo sido 6º classificado nos trials que davam acesso aos Jogos Olímpicos de 1984 e 1992. Foi precisamente nos Campeonatos Nacionais de 1984 que conseguiu alcançar o seu recorde pessoal de 13.45 s.
Nunca conseguindo, portanto, ser apurado para as Olimpíadas, teve a oportunidade de competir, aos 34 anos, nos Jogos Olímpicos de 1996, depois de obter a dupla nacionalidade através do país de origem dos seus pais.  Porém, quando se encontrava já nos blocos de partida da pista de Atlanta, para correr a eliminatória dos 110 m barreiras, ressentiu-se de uma grave lesão no tendão de Aquiles que o impediu de concluir a prova.
Antes da falhada prestação olímpica, mas já depois de obter a cidadania cabo-verdiana, Andrade realizou o tempo de 13.78 s, estabelecendo um novo recorde nacional deste país africano.
No mesmo ano de 1996, concuiu um mestrado em Educação Física na Universidade do Estado da Califórnia, em Long Beach. Atualmente, continua a praticar atletismo como veterano.